# مصنع أبينسك الكهربائي المعدني
شركة «مصنع أبينسك للتعدين الكهربائي» محدودة المسؤولية - شركة تعدين الحديد، منتج للمنتجات المعدنية في روسيا، تقع في مدينة أبينسك، إقليم كراسنودار

## السجل
في عام 2007، تم وضع حجر الأساس لبناء المصنع في أبينسك. وفي يوليو/تموز 2010، تم إطلاق مصنع الصلب المدرفل.
في عام 2011، بدأ البناء في المرحلة الثانية - منشأة إنتاج صهر الفولاذ الكهربائي القادرة على إنتاج 1.3 مليون طن من المعدن سنوياً. تم الانتهاء من المشروع بنجاح في عام 2013. وفي الوقت نفسه، بالاشتراك مع ورشة صهر الفولاذ الكهربائي، تم إطلاق ورشة الجير.
في عام 2015، حصل مجمع الإنتاج على قدر أكبر من الاستقلالية بسبب إطلاق إنتاج الأكسجين الخاص به.
في نوفمبر 2015، تم إنتاج أول مليون طن من الفولاذ في ورشة صهر الفولاذ الكهربائي.
في مايو 2016، تم إطلاق الوحدة الثانية لدرفلة (دلفنة) المعادن.
في العام نفسه، وبمشاركة رئيس إدارة إقليم كراسنودار ف.ي. كوندراتيف أقيم احتفال رسمي لوضع الحجر الأول للمرحلة الرابعة من المصنع - ورشة المصنوعات المعدنية. تم افتتاح ورشة العمل في 20 مارس\ آذار 2019. في عام 2016، تم إنشاء مركز تدريب حصل على ترخيص من الدولة للأنشطة التعليمية لتأهيل العمال.

في أغسطس/ آب 2018، تم إنتاج 140,224 طناً من قوالب الفولاذ المسكوبة المتواصلة في ورشة صهر الفولاذ الكهربائية.

## هيكل المشروع
يتكون المشروع من خمس صناعات (صناعة الصلب، الدرفلة، المصنوعات المعدنية، الأكسجين، الجير)، متصلة بسلسلة تكنولوجية واحدة. يشمل الهيكل أيضاً ورش عمل البنية التحتية ووحدات إدارة نشاط المصنع.

ورشة صهر الفولاذ الكهربائي في مصنع أبينسك للتعدين الكهربائي قادرة على إنتاج حوالي 1500000 طن من الفولاذ سنوياً. تقوم الورشة حالياً بصهر وصب مختلف أنواع الصلب.
تنتج ورشة الدرفلة المقطعية مقاطع كبيرة وصغيرة، بالإضافة إلى قضبان سلكية. تسمح القدرات الإنتاجية بإصدار حوالي 1,100,000 طن من المعدن المدلفن سنوياً.

يتم إنتاج المصنوعات المعدنية في مصنع أبينسك للتعدين الكهربائي من خلال ورشة أسلاك الفولاذ. إنتاجية ورشة العمل 85000 طن من الأسلاك سنوياً.
معمل الأكسجين في مصنع أبينسك للتعدين الكهربائي قادر على إنتاج 110,000 طن من الأكسجين السائل في السنة. بالإضافة إلى ذلك، تنتج الشركة الأرجون السائل (5600 طن في السنة) والنيتروجين (4500 طن في السنة).

## النشاط
الأنشطة في عام 2018، بلغت عائدات مصنع أبينسك للتعدين الكهربائي 29.39 مليار روبل. ونتيجة لذلك، أصبحت الشركة ضمن أكبر 10 شركات صناعية في إقليم كراسنودار (المركز الثالث في تصنيف أعمال الاستثمارات في روسيا).
وفي العام نفسه، أصبح مصنع أبينسك الفائز في ترشيح «مُصدِّر العام في مجال التقنيات العالية. الأعمال الكبيرة»، من خلال إرسال المنتجات إلى الخارج بحوالي 20 مليار روبل.
في عام 2019، استحوذ مصنع أبينسك من مصنع «سيفر ستال سورتوفي زافود» الواقع في منطقة ساراتوف والمتخصص في إنتاج تجهيزات البناء، بالإضافة إلى الزوايا أو المقاطع العرضية